# Fanum d'Aron
Le fanum d'Aron est un temple romain situé à Aurillac, commune française de la région d'Auvergne-Rhône-Alpes.
Ce temple du Haut-Empire romain est sans doute construit au Ier siècle apr. J.-C. et abandonné IIIe ou au IVe siècle. Il est remarquable par son plan polygonal à seize côtés (cella et galerie périphérique). Le temple s'inscrit dans un ensemble cultuel peut-être lié à une source proche.
Ses vestiges sont découverts en 1977, immédiatement fouillés dans l'urgence d'une opération d'urbanisation et inscrits comme monument historique en 1980. Ils sont mis en valeur dans un jardin public.

## Localisation
Le temple se situe près de l'hippodrome sur une plaine, dans la vallée de la Cère, à une altitude d'à peine 640 m, au sud-ouest de la ville d'Aurillac, du côté d'Arpajon-sur-Cère où des vestiges romains ont été trouvés depuis longtemps. Le terrain est humide, voire marécageux à l'époque contemporaine et une source jaillit non loin du temple.
Le nom du lieu-dit, « Lescudillier » (le marchand d'écuelles), est très probablement, selon Geneviève Degoul, une référence à la présence de nombreux tessons de poteries anciennes sur le site.

## Histoire

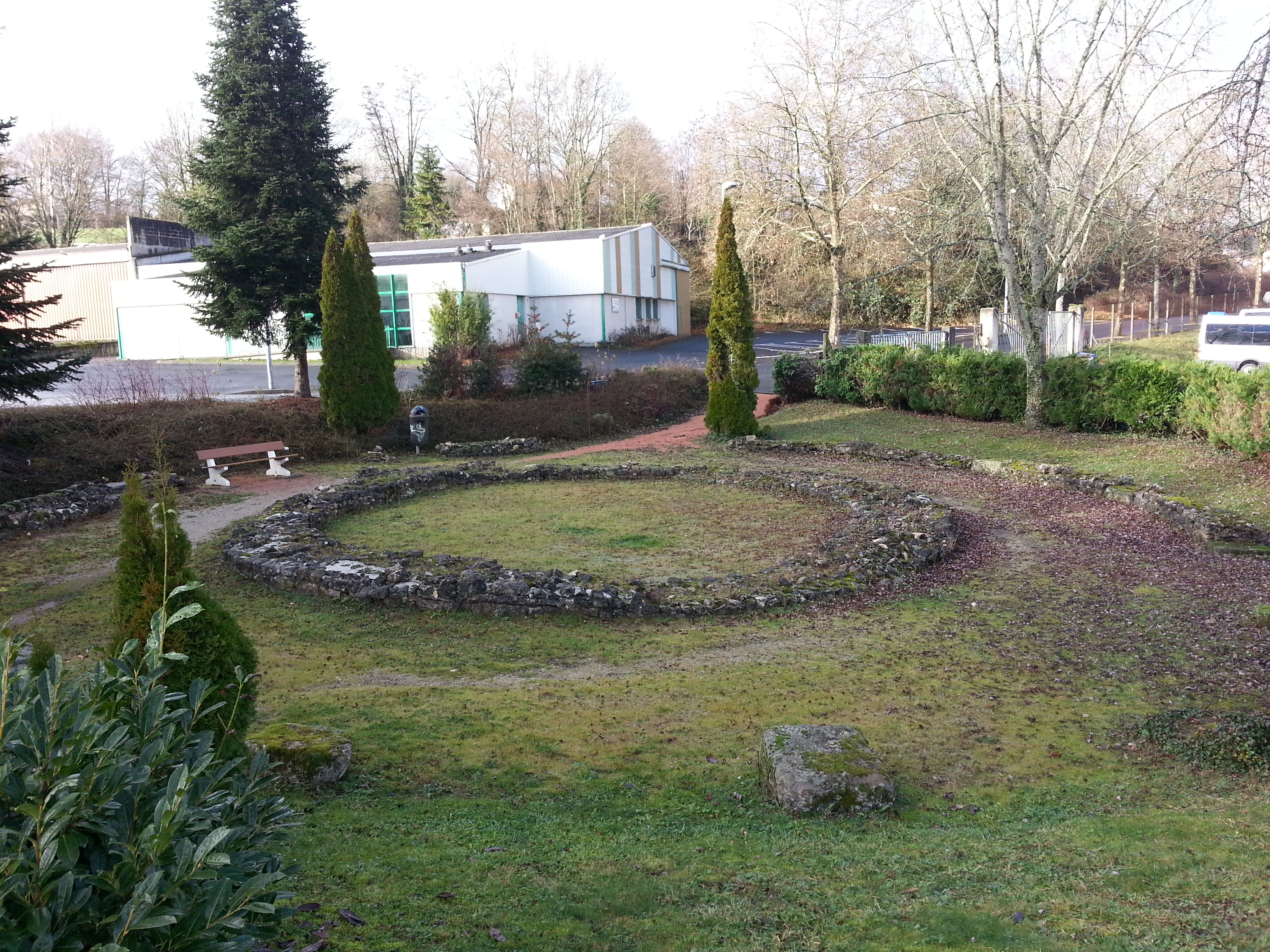
Jardin aménagé.

Aucun indice d'une occupation antérieure à sa construction n'a pu être retrouvé à l'emplacement du temple lui-même. Par contre, le site, plus généralement, semble fréquenté au Paléolithique inférieur.
Si la période de construction du temple ne peut être précisée (peut-être milieu du Ier siècle apr. J.-C.),, son abandon et sa destruction semblent remonter au IIIe ou au IVe siècle. Des vestiges de constructions, datés de l'époque d'abandon du temple et utilisant certains de ses des matériaux de remploi sont retrouvés sur place.
C'est au début des années 1970 que les indices d'une occupation romaine s'accumulent : tuiles, tessons de poteries, fragments de colonnes. Le temple lui-même est découvert en mai 1977 au sud-ouest de la commune à la faveur de travaux de terrassement préalables à l'implantation d'une zone industrielle. Des fouilles de sauvetage sont alors engagées dès 1977 au fur et à mesure de l'avancement des travaux de terrassement qui ont déjà en partie détruit les vestiges. Les objets découverts sur le site ainsi que quelques éléments d'architecture sont conservés au musée d'art et d'archéologie d'Aurillac. Une partie d'entre eux sont présentés au public, accompagnés d'une maquette restituant le temple et ses abords.
Le fanum est inscrit à l'inventaire des monuments historiques en 1980 et les fouilles se poursuivent jusqu'en 1983.
À l'issue des travaux d'urbanisation dans le secteur, le site se trouve aménagé en petit jardin municipal, à la limite entre une zone pavillonnaire et une zone industrielle.

## Description

### Dispositions générales

Plan restitué.

Le temple d'Aurillac est un fanum à plan centré dont la forme polygonale à seize pans de la galerie entourant la cella de même forme est unique, mais qui peut être comparée à celle polygonale à l'extérieur et circulaire à l'intérieur de Mauriac. Cette configuration est plus commune dans l'ouest de la Gaule ; on en retrouve d'autres exemples à Saint-Gervais en Vendée et à Chassenon dans le département de la Charente. La plupart des temples de ce type s'ouvrent à l'est mais cette disposition n'a pu être clairement mise en évidence à Aurillac, sans doute en raison de l'arasement des maçonneries au-dessous du niveau du seuil.
Le mobilier retrouvé est de nature très diverse, matériaux de construction, céramiques, monnaies, dents et ossements animaux, objets dont le caractère votif est parfois attesté par des mutilations volontaires.

### Sanctuaire proprement dit
Le temple mesure au total 19,20 m de diamètre et la cella plus ou moins 8,50 m de diamètre intérieur ; la galerie périphérique entourant cette cella est large d'un peu plus de 3,20 m et elle est pavée de pierres plates ; la hauteur du monument, peut-être couvert d'une toiture à seize pans, ne peut être estimée.
| Images externes |                                                                        |
|                 | Suggestion de restitution du temple sur le site de la SARA.            |
|                 | Tête de Méduse provenant sur temple sur le site des musées d'Aurillac. |

Les parties des murs de la galerie et de la cella qui ont pu être reconnues sont composées de deux parements en petit moellons réguliers (opus vittatum) de calcaire côté intérieur et de trachy-andésite côté extérieur avec des joints en creux enserrant un noyau de pierres calcaires liées au mortier ; tous ces matériaux semblent d'origine locale (calcaire), ou régionale (roches volcaniques). 
Des colonnes cannelées à chapiteaux corinthiens — huit de ces chapiteaux et des tambours ou des fragments de colonnes sont retrouvés sur place — occupent certainement chaque angle de la galerie dont elles supportent la toiture. Les feuilles d'acanthe décorant ces chapiteaux sont disposées en trois rangs superposés ; la rangée la plus élevée est agrémentée en son milieu, dans au moins quatre cas, de têtes sculptées,. Les colonnes reposent sur des bases carrées de 0,75 m de côté encastrées dans le mur de la galerie périphérique. L'épaisseur du mur de la cella est de 1,20 m ; celle du mur de la galerie n'est que de 0,66 m. Une allée gravillonnée de 2 m de large environ entoure l'ensemble,.

### Aménagements annexes
Le temple lui-même prend certainement place dans un péribole dont les dimensions sont inconnues mais dont le mur nord a pu être reconnu à 55 m au nord-ouest du fanum sur une longueur d'environ 80 m.
Dans ce même périmètre, un enclos d'environ 29 m de côté, dont le sol est pavé et le toit couvert de tuiles, est situé au sud-est du temple. Sa construction semble assez légère avec des fondations en maçonnerie servant de base aux structures qui supportent la toiture. Sa fonction, au regard des données disponibles, ne peut être précisée ; il s'agit peut-être d'un bâtiment annexe destiné à l'accueil des pèlerins ou alors d'un autre fanum.
L'ensemble composé du fanum et des structures annexes est considéré comme un possible sanctuaire lié à la source proche du temple.